# Chrzanów (gmina w województwie małopolskim)
Chrzanów – gmina miejsko-wiejska w województwie małopolskim, w powiecie chrzanowskim. W latach 1975–1998 gmina położona była w województwie katowickim.
Siedziba gminy to Chrzanów.
Według danych z 30 czerwca 2008 gminę zamieszkiwało 49 399 osób.

## Struktura powierzchni
Według danych z roku 2002 gmina Chrzanów ma obszar 79,33 km², w tym:
- użytki rolne: 45%
- użytki leśne: 37%

Gmina stanowi 21,35% powierzchni powiatu.

## Demografia

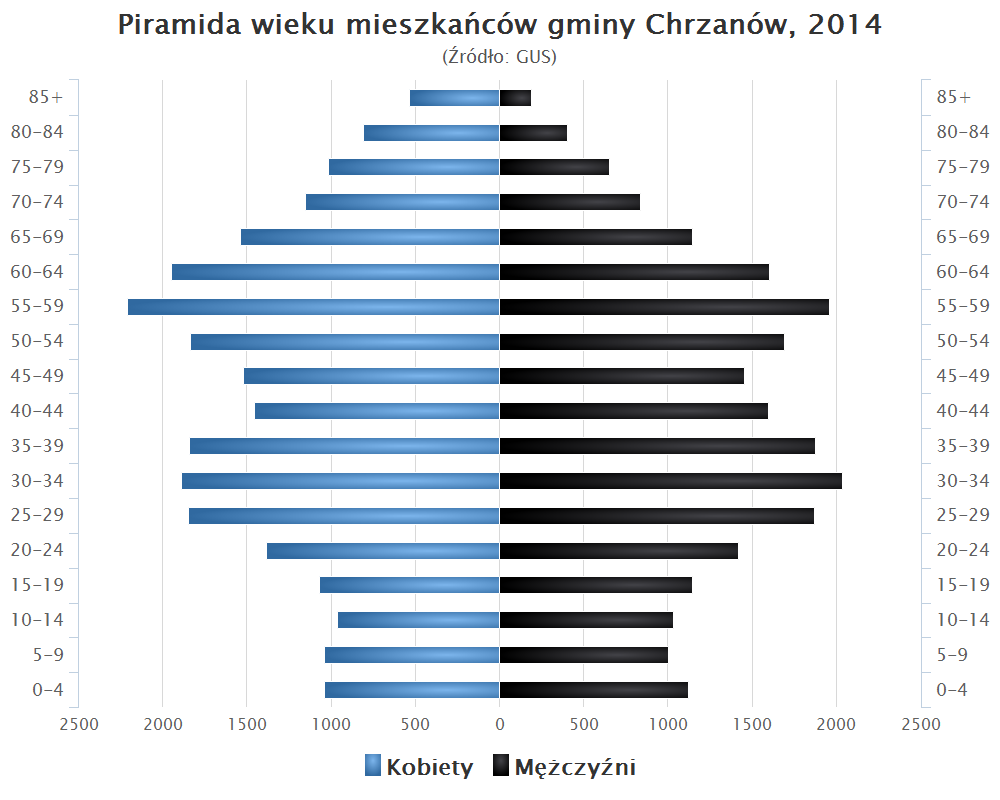
Piramida wieku mieszkańców gminy Chrzanów w 2014 roku

Dane z 30 czerwca 2008:
| Opis                              | Ogółem | Ogółem | Kobiety | Kobiety | Mężczyźni | Mężczyźni |
| --------------------------------- | ------ | ------ | ------- | ------- | --------- | --------- |
| jednostka                         | osób   | %      | osób    | %       | osób      | %         |
| populacja                         | 49 399 | 100    | 25 812  | 52,3    | 23 587    | 47,7      |
| gęstość zaludnienia (mieszk./km²) | 622,7  | 622,7  | 325,4   | 325,4   | 297,3     | 297,3     |

### Zmiany liczby ludności
| Stan na:        | 31.12.2001 | 31.12.2003 | 31.12.2004 | 31.12.2005 | 30.06.2006 | 31.12.2006 | 30.06.2007 | 31.12.2007 | 30.06.2008 |
| Miasto Chrzanów | 40 880     | 40 425     | 40 203     | 39 944     | 39 797     | 39 704     | 39 594     | 39 452     | 39 356     |
| Sołectwa        | 9954       | 9950       | 9963       | 9933       | 9955       | 10 029     | 10 022     | 10 047     | 10 043     |
| Razem           | 50 834     | 50 375     | 50 166     | 49 877     | 49 752     | 49 733     | 49 616     | 49 499     | 49 399     |

Źródło: Główny Urząd Statystyczny w Warszawie

## Podział administracyjny

Osiedla i sołectwa w gminie Chrzanów

W skład gminy wchodzi 14 jednostek pomocniczych.
- 10 osiedli tworzy obszar miejski – miasto Chrzanów:
  - Borowiec
  - Kąty
  - Kościelec
  - Osiedle Młodości
  - Osiedle Niepodległości
  - Osiedle Północ-Tysiąclecie
  - Osiedle Rospontowa
  - Stara Huta
  - Osiedle Stella
  - Osiedle Śródmieście
- 4 sołectwa tworzą obszar wiejski:
  - Balin
  - Luszowice
  - Płaza
  - Pogorzyce

## Religia
- Kościół rzymskokatolicki: 10 parafii
- Świadkowie Jehowy: 2 zbory[4][5][6]
- Kościół Chrześcijan Baptystów w RP: zbór
- Kościół Ewangelicko-Metodystyczny w RP: filiał zboru
- Kościół Ewangelicznych Chrześcijan w RP: zbór
- Kościół Zielonoświątkowy w RP: zbór
- Kościół Adwentystów Dnia Siódmego: zbór
- Kościół Wolnych Chrześcijan w RP: 2 zbory
- Kościół Boży: zbór

## Sąsiednie gminy
Alwernia, Babice, Jaworzno, Libiąż, Trzebinia.